# فريد دياز
فريد دياز (بالإسبانية: Farid Alfonso Díaz Pereira) (و. 1983  م) هو لاعب كرة قدم، من كولومبيا، ولد في توربو، يلعب كمُدَافِع.

## روابط خارجية
- فريد دياز على موقع الاتحاد الدولي (مؤرشف)  (الإنجليزية)
- فريد دياز على موقع قاعدة بيانات كرة القدم.إي يو (الإنجليزية)
- فريد دياز على موقع ناشيونال فوتبول تيمز (الإنجليزية)
- فريد دياز على موقع Soccerway.com (الإنجليزية)
- فريد دياز على موقع عالم كرة القدم.نت (الإنجليزية)
- فريد دياز على موقع AS.com (الإسبانية)